# Chrysopigí (ort i Grekland, Västra Grekland)
Chrysopigí är en ort i Grekland.   Den ligger i prefekturen Nomós Aitolías kai Akarnanías och regionen Västra Grekland, i den centrala delen av landet, 250 km nordväst om huvudstaden Aten. Chrysopigí ligger 601 meter över havet och antalet invånare är 205.
Terrängen runt Chrysopigí är huvudsakligen kuperad, men österut är den bergig.Runt Chrysopigí är det glesbefolkat, med 10 invånare per kvadratkilometer. Närmaste större samhälle är Menídi, 11,2 km sydväst om Chrysopigí. I omgivningarna runt Chrysopigí växer i huvudsak blandskog.